# Список персонажей телесериалов «Мелроуз-Плейс»
Ниже представлен список основных персонажей американского телесериала «Мелроуз-Плейс», выходившего в эфир с 2009 по 2010 года на канале The CW.

Слева-направо: Вайолет, Огги, Элла, Сидни, Майкл, Лорен, Дэвид, Райли и Джона на фоне квартирного комплекса.

## Основные персонажи

### Элла Симмс
- Элла Симмс (англ. Ella Simms).
- Роль исполняет актриса Кэти Кэссиди.

Элла — пиар-агент, которая начала свою карьеру под покровительством своей домовладелицы, Сидни Эндрюс. Элла близко дружит с другими обитателями квартирного комплекса — Дэвидом и Джоной, часто в их отношениях мелькает сексуальное напряжение. Начав карьеру наивной, но амбициозной девушкой, Элла добилась многого в шоу-бизнесе, завоевав славу талантливого агента. Часто использует грязные методы — секс с клиентом для того, чтобы получить желаемое. Незадолго до убийства Сидни, её отношения с Эллой дали трещину, что порождает подозрения о причастности девушки к её смерти. После того, как Джона разорвал помолвку с Райли, у него был короткий роман с Эллой.

### Вайолет Фостер
- Вайолет Фостер (англ. Violet Foster).
- Исполнительница роли — Эшли Симпсон-Венц.

Вайолет приезжает в Калифорнию в поисках своей матери, которой оказывается убитая Сидни. В начале сериала практически ничего неизвестно о том, кто такая Вайолет на самом деле. Вайолет сказала об этом Сидни. Сначала женщина отказала девушки, но перед самой смертью между женщинами состоялся разговор, и Сидни призналась, что хотела бы узнать свою дочь. Теперь главная цель Вайолет — найти убийцу матери. Узнав, что у неё был роман с Майклом Манчини, девушка решает, что убийца — он. Она соблазняет его, а затем начинает шантажировать видео-записью их близости. Вайолет признаётся, что она — дочь Сидни, и хочет отомстить ему за свою мать. Вскоре становится известно, что убийца Сидни — жена Майкла, Ванесса, узнавшая об измене мужа. Ванесса пытается убить Вайолет, их ссора заканчивается дракой в бассейне квартирного комплекса и смертью Ванессы. Неожиданно в Калифорнии появляется сводный брат-наркоман Вайолет, с которым у девушки был роман в тайне от их родителей — Вайолет сбежала от своих приёмных родителей, украв у них деньги, и отправилась на поиски Сидни. Девушке удалось завоевать внимание Огги, и, хотя на самом деле он не испытывает к ней сильных чувств, уезжает вместе с девушкой из Калифорнии.

### Лорен Янг
- Лорен Янг (англ. Lauren Yung).
- Исполнительница роли — Стефани Джейкобсен.

Соседка Эллы, начинающий врач, работающий с доктором Майком Манчини. Вскоре она начинает заниматься проституцией, чтобы оплатить обучение. Её первым клиентом становится мужчина, оставивший деньги после секса с ней. Позже он начинает «рекомендовать» Лорен своим друзьям, и так у девушки появляются новые клиенты. Однажды в отеле её замечает Уэнди и предлагает работать на неё. В итоге, новая работа отдаляет девушку от её друзей и ставит под удар репутацию Лорен. Девушка влюбляется в Дэвида, и это чувство взаимно, однако молодые люди решают, что у них ничего не выйдет.

### Райли Ричмонд
- Райли Ричмонд (англ. Riley Richmond).
- Исполнительница роли — Джессика Лукас.

Райли работает учительницей в начальных классах. Была помолвлена с Джоной, но порвала с ним, постепенно сближаясь с Огги, соседом по квартирному комплексу, вместе с которым девушка занималась джогингом.

### Дэвид Брэк
- Дэвид Брэк (англ. David Breck).
- Исполнитель роли — Шон Сайпс.

Друг Эллы, сын доктора Майкла Манчини. У Дэвида был короткий роман с владелицей квартирного комплекса, Сидни Эндрюс, которую вскоре находят убитой в бассейне. Кроме того, существует вероятность, что он является отцом Ном — сыном погибшей жены своего отца, Ванессы, с которой у Дэвида также была интрижка. Постепенно Дэвид сближается с соседкой Эллой, начинающим врачом Лорен, которой приходится работать проституткой. Хотя пара вскоре приняла решение расстаться, у обоих остались сильные чувства по отношению друг к другу.

### Огуст Киркпатрик
- Огуст Киркпатрик (англ. Auggie Kirkpatrick) или просто Огги (англ. Auggie).
- Исполнитель роли — Колин Игглсфилд.

Шеф в модном ресторане, завязавший алкоголик. Решил покончить с пагубным пристрастием, когда в результате пьяной драки, в которую ввязался Огги, погибает его любимая. В обществе Анонимных Алкоголиков он знакомится с Сидни Эндрюс, с которой у него начинается короткий роман. Сидни помогает Огги начать новую жизнь. Он начинает жить в квартирном комплексе, и позже пытается помочь Сидни избавиться от наркотической зависимости. После смерти Сидни, Огги обращается за поддержкой к Райли, что вызывает ревность Джоны. Однако у молодых людей ничего не выходит, и Огги начинает встречаться с Вайолет, которая долгое время добивалась его внимания. Когда личность убийцы Сидни становится известна, Огги покидает Калифорнию вместе с Вайолет.

### Джона Миллер
- Джона Миллер (англ. Jonah Miller).
- Исполнитель роли — Майкл Рэйди.

Друг Эллы, бывший жених Райли. Работает в отделе IT-технологий в агентстве Эллы. В свободное время снимает фильмы и мечтает стать знаменитым режиссёром. Близкая дружба с Эллой стала одной из основных причин нарастающего напряжения в отношениях с Райли.

## Второстепенные персонажи

### Калеб Брюэр
- Калеб Брюэр (англ. Caleb Brewer).
- Исполнитель роли — Виктор Вебстер.

Калеб — жёсткий, но рассудительный начальник Эллы. Несмотря на то, что в работе с Эллой использует «тактику кнута», он знает, что Элла — ценный сотрудник агентства. Возможно, между ними завязался бы роман, если бы Калеб не был геем.

### Уэнди Мэттисон
- Уэнди Мэттисон (англ. Wendi Mattison).
- Исполнительница роли — Келли Карлсон.

Деловая женщина, которая имеет соглашение с одним из отелей: Уэнди поставляет девушек по вызову постояльцам отеля. Там она встречает Лорен, сначала угрожая расправой, если Лорен вновь окажется на «её территории». Но Лорен вскоре начинает работать на Уэнди, зарабатывая гораздо больше денег, так как клиенты Уэнди — богатые и успешные мужчины.

### Дрю Прэгин
- Дрю Прэгин (англ. Drew Pragin).
- Исполнитель роли — Ник Зано.

Молодой врач, ставший коллегой Лорен в больнице. После отъезда Огги, занял его квартиру в комплексе. Хранит свои тайны, и не так доброжелателен и прост, как пытается казаться.

### Ванесса Манчини
- Ванесса Манчини (англ. Vaness Mancini).
- Исполнительница роли — Брук Бёрнс.

Ревнивая жена Майкла, которая узнав о его романе с Сидни пришла в квартирный комплекс. Между женщинами начинается борьба, и в итоге Ванесса убивает Сидни. Женщина подбрасывает нож в квартиру пьяного Дэвида, и он становится главным подозреваемым. У неё был роман с Дэвидом, в результате которого был зачат Ноа, но Майкл не знает об этом и растит младшего сына как своего. Погибает от рук дочери Сидни, Вайолет, узнавшей правду.

### Детектив Джеймс Родригес
- Детектив Джеймс Родригес (англ. Detective James Rodriguez).
- Исполнитель роли — Николас Гонсалес.

Полицейский расследующий убийство Сидни Эндрюс. Он допрашивал каждого из жителей комплекса. Не доверяет Элле, считая её главной подозреваемой.